# Айра Фредерік Олдрідж
А́йра Фредерік О́лдрідж (англ. Ira Frederick Aldridge) (24 липня 1807— 7 серпня 1867) — афроамериканський актор.

## Життєпис
Народився в Нью-Йорку (США). На початку 20-х рр. XIX ст. дебютував у невеликому негритянському театрі «Африканська трупа» (Нью-Йорк) в ролі Роли («Пізаро» Р. Шерідана); зіграв ролі Ромео і Гамлета («Ромео і Джульєтта» і «Гамлет» В. Шекспіра). Незабаром театр був розгромлений расистами, і Олдрідж виїхав до Англії, де виступав під час гастролей Е. Кіна. Вчився в університеті в Глазго. У 1826 виступив в невеликому лондонському театрі «Роялті» в ролях Отелло і Аарона («Отелло» і «Тіт Андроник» В. Шекспіра). З 1831 р. він успішно грав у Дубліні, в південній Ірландії, Баті та Единбурзі. Працював у театрах «Ковент-Гарден», «Ліцеум» і ін. Переслідування расистів змусили Айру Олдріджа в 1830-х рр. виїхати з Англії.
Позбавлений можливості виступати в США, у 1850-х рр. здійснив тривалу гастрольну поїздку країнами континентальної Європи. У 1852 р. з успіхами виступав у Німеччині перед герцогинею Сакс-Кобурґ-Ґотською та пруським королем Фрідріхом-Вільгельмом IV і в Будапешті. У 1858 р. гастролював у Сербії та в Російській імперії, де він познайомився з Левом Толстим, Михаїлом Щєпкіним та Тарасом Шевченком. Айра Олдріж опанував російську і німецьку на тому рівні, щоб вільно виконувати ролі на цих мовах.
Після Громадянської війни в США, актор намагався повернутись на батьківщину, однак цьому завадила раптова смерть у 1867 р. в Польщі, по дорозі на гастролі до Санкт-Петербурґа. Похований на Старому євангелічному цвинтарі в Лодзі.
Айра Олдрідж — один з найвизначніших інтерпретаторів Шекспіра (ролі Макбета, короля Ліра, Річарда III, Шейлока та ін.). Актор глибоко розкривав у своїй творчості гуманістичний зміст його трагедій. В Отелло, на думку багатьох найкращій ролі Олдріджа, він показував внутрішню еволюцію свого героя; спокій, пластичність, м'якість змінювалися в його грі бурхливою, неприборканою емоційністю; цей образ втілював собою негритянський народ, що відстоював свою людську гідність. Олдрідж володів винятковою здатністю перевтілення (при цьому він використовував складний грим, що змінював колір його шкіри). Темперамент і жива емоційність поєднувалися з точним самоконтролем виконання.

## Дружба зТарасом Шевченком
Вперше Шевченко побачив Айру Олдріджа на сцені 10 листопада 1858 р. у ролі Отелло. У листі до М. С. Щепкіна 6 грудня 1858 Тарас пише наступне: «У нас тепер африканський актер, чудеса виробляє на сцені. Живого Шекспіра показує». За спогадами Катерини Толстої, у якої певний час зберігався портрет А. Олдріджа, під час написання цієї картини, сам Айра було співав, робив гримаси, жартував, танцював. 28 грудня 1858 К. Ф. Толстая записала у себе в щоденнику про спільний із Шевченком і Олдріджем сніданок: «Шевченко теж прийшов, він чекав Олдріджа до себе і був дуже нетерпеливим, не дав йому навіть поїсти гарненько». Шевченко й Олдрідж добре товаришували, зокрема через свою любов до мистецтва.
2019 року в серії «Квантовий стрибок Шевченка» ілюстратора Олександра Грехова одна з ілюстрацій зображає темношкірого Тараса, що є натяком на схожість їхніх життєвих шляхів і їхню дружбу.